# Алиберне

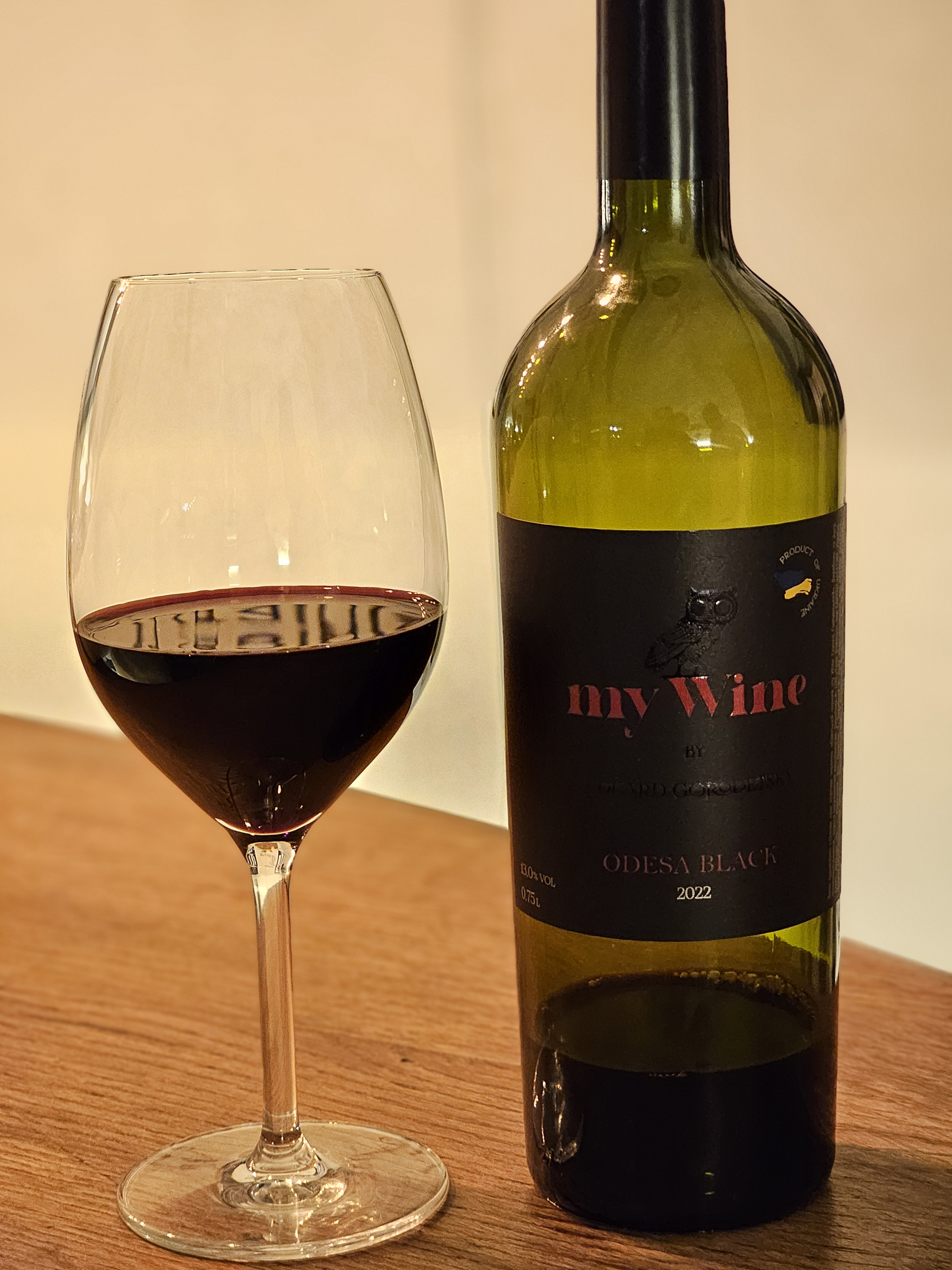
Сортовое вино из винограда сорта Алиберне (Одесский чёрный)

Алиберне — технический (винный) сорт винограда, используемый для производства красных вин. Также известен, как Одесский чёрный. Отличается окрашенным соком и мякотью (так называемые сорта-красильщики или сорта группы Тентурье), что не позволяет изготовлять из него белые вина.

## История
Сорт выведен в 1948-1950 годах в Украинском НИИВиВ им В. Е. Таирова селекционерами М. П. Цебрием, П. К. Айвазяном, А. Н. Костюком , Е. Н. Докучаевой, М. И. Тулаевой, А. П. Аблязовой скрещиванием сортов Аликант Буше и Каберне-Совиньон.
Алиберне использовался для выведения сорта Неронет.

## География
Культивируется в Одесской и Николаевских областях Украины, в Словакии, Чехии, Венгрии.

## Основные характеристики
Кусты среднерослые.
Листья средние, округлые, трех- и пяти лопастные, среднерассеченные или почти цельные, сетчато-морщинистые с отгибающимися вниз краями.
Цветок обоеполый.
Грозди средние, конические, рыхлые.
Ягоды средние, округлые, черные. Кожица прочная, покрыта густым восковым налетом. Мякоть сочная. Сок интенсивно окрашен. Вкус вишнево-терновый с пасленовым тоном.
Сорт позднего периода созревания. Период от начала распускания почек до съемной зрелости ягод составляет 160—165 дней при сумме активных температур 3200°С.
Вызревание побегов хорошее.
Урожайность 120—150 ц/га.
Сорт сравнительно зимостоек и относительно устойчив против оидиума и серой гнили.

## Характеристика вина
Сорт используют для изготовления красных сухих и десертных вин, отличающихся интенсивным рубиновым цветом. В букете присутствуют пасленовые тона, шоколадные тона, ноты чёрной смородины, ежевики.
Одесский чёрный служит сырьём для изготовления сортового вина (из одного сорта винограда). Сорт также пригоден для приготовления полусладких вин, шампанских виноматериалов, соков.